# Botnnuten
Der Botnnuten (norwegisch für Grundgipfel) ist ein 1460 m hoher, felsiger und isolierter Berg im ostantarktischen Königin-Maud-Land. Er ragt in den Botnhøgdene südlich des Havsbotn und 35 km südwestlich des Shirase-Gletschers auf. Der Berg ist die südlichste Erhebung in der Umgebung des Havsbotn.
Norwegische Kartografen, die ihn vermutlich nach seiner geographischen Lage und seiner Nähe zum Havsbotn benannten, kartierten den Berg anhand von Luftaufnahmen, die bei der Lars-Christensen-Expedition 1936/37 waren.